# Глупость
Глу́пость — абстрактное понятие, подразумевающее под собой недостаток интеллекта, неспособность самостоятельно мыслить и принимать рациональные решения во многих аспектах жизни. Проявляется также в невозможности давать ответы на вопросы, в поведении и некоторых проявлениях личности (чаще в социальных ситуациях). Глупого человека называют глупцом.
Глупость может соответствовать низкой степени интеллектуального развития, при этом не доходя до физического отклонения — лёгкой умственной отсталости (дебильности). В 1960 году психиатры Тадеуш Биликевич и Р. Лемке выделяли «физиологическую глупость» — интеллектуальный уровень, находящийся на грани между нормой и патологией. Биликевич рассматривал гипофрению как нижнюю границу нормального интеллекта, при этом не считал её психопатологией. В. П. Сербский противопоставлял «физиологическую глупость» олигофрениям (умственной отсталости). В. Х. Кандинский относил «простую глупость» (вместе со странным характером) к ненормальным, но не болезненным состояниям, которые не исключают вменяемости.
П. Б. Ганнушкин выделял «психопатов» (лиц с расстройством личности), называемых «конституционально-глупые». Их отличительная черта — глупость, врождённая умственная недостаточность, не доходящая до состояния дебильности. Их интеллектуальное состояние оценивается как находящееся на границе между психическим здоровьем и психической болезнью. Из современных классификаций близким понятием является пограничная умственная отсталость («пограничное интеллектуальное функционирование» в американской классификации DSM-5, 2013).
С точки зрения психологии временная глупость также может быть обусловлена защитной реакцией на горе или психологическую травму.
Разновидностью физиологической глупости или конституционально-глупого типа психопатии является «салонное слабоумие» (нем. Salon Blödsinn), выделенное Эйгеном Блейлером, при котором внешне образованная, но построенная на шаблонах речь и усвоенные манеры маскируют низкий интеллектуальный уровень. Гилберт Райл писал, что глупость и незнание — это вещи различного сорта, так как ловкий в спорах и шутках человек может с трудом умещать в своей голове элементарные истины.